# HD227016
HD227016 — хімічно пекулярна зоря спектрального класу
A6 й має видиму зоряну величину в смузі V приблизно 10,7.